# Christoffer Andersson
Christoffer Andersson, född 22 oktober 1978 i Nybro, är en svensk fotbollstränare och tidigare fotbollsspelare (försvarare/mittfältare) som är huvudtränare i Falkenbergs FF. Han spelade under sin karriär för Helsingborgs IF, Lillestrøm SK, Hannover 96 och Halmstads BK.

## Biografi
Anderssons moderklubb är Nybro IF och han inledde sin professionella karriär i Helsingborgs IF, där han spelade mellan 1996 och 2003. Inför 2004 års säsong gick han till norska Lillestrøm SK. 2006 värvades han av Hannover 96 i tyska Bundesliga. Sedan den 1 juli 2007 representerar Andersson åter Helsingborgs IF.
Christoffer Andersson är en rörlig ytterspelare, som gör sig bra på bägge kanter i såväl backlinje som mittfält. Hans bästa säsong i comebacken var kanske 2008, då han dominerade stort från en högermittfältsposition i allsvenskan. När Conny Karlsson tog över HIF 2010 spelade han oftast till vänster på mitten och han var en del av den starka mittfältsuppställning (Mattias Lindström-Marcus Lantz-Ardian Gashi-Christoffer Andersson), som såg till att HIF vann elva av 14 matcher innan VM-uppehållet i allsvenskan 2010. Under guldåret 2011 figurerade han oftast som högerback, men de starkaste insatserna kom från vänster på mittfältet - exempelvis i finalen i Svenska Cupen 2011, då han stod för ett mål och två assist när Kalmar FF besegrades med 3-1.
Mellan 1999 och 2012 deltog han i samtliga matcher HIF spelade i Europeiskt cupspel. Han missade bortamatchen mot Chelsea FC i Cupvinnarcupen 1998-99 (0-1) - nästa match han tvingades avstå från var Levante hemma (1-3) i Europa League 2012-13.
Han har spelat 24 A-landskamper för Sverige.
Han blev utsedd till årets HIF:are 2001 och 2008.
Vid 35 års ålder, i september 2014, meddelade han att han slutat i HIF. Han hade då spelat sammanlagt 336 allsvenska matcher för helsingborgsklubben, 7 matcher för Hannover 96 och 63 matcher för Lillestrøm SK. Den 17 november 2014 skrev Andersson på för Halmstads BK. Den 4 april 2016 meddelade Helsingborgs IF att man plockat in Christoffer Andersson i truppen på grund av stora skadebekymmer i backlinjen.
Christoffer genomförde sin första tränarutbildning i slutet av karriären i Helsingborgs IF, där han tog sig an sitt första tränaruppdrag som U17-tränare 2016. 1 år senare var han tränare i HIFs A-lag. 
I januari 2022 anställdes Andersson som ny huvudtränare i Falkenbergs FF.

## Meriter
- Svenska Cupen-titel 1998 med HIF
- SM-guld 1999 med HIF
- Årets HIF:are 2001
- Årets HIF:are 2008
- Svenska Cupen-titel 2010 med HIF
- Supercupen-titel 2011 med HIF
- SM-guld 2011 med HIF
- Svenska Cupen-titel 2011 med HIF
- Supercupen-titel 2012 med HIF